# J'ai essayé : on peut !
J'ai essayé : on peut ! est un roman publié en mars 1973 par Frédéric Dard sous le nom de plume de San-Antonio. Il est le 81e de la série  policière San-Antonio.
Chez l’éditeur Fleuve noir, il porte en 1973 le numéro 6 de la collection « San-Antonio ».
Ce roman est le premier de la série dans lequel l'auteur se met à tutoyer le lecteur.

## Couverture
- 1re édition de 1973 : illustration photo.
- 2e édition de 1979 : illustration photo.
- 3e édition de 1987 : illustration photo.
- 4e édition de 1992 : illustration de Alain Siauve.
- 5e édition de 2000 : illustration de Marc Demoulin.
- 6e édition de 2012 : illustration de François Boucq.

## Résumé
Attablés à une table d'un troquet parisien, San-Antonio et Bérurier reçoivent la visite d'une vieille connaissance de Béru, le cardinal Antonin Duplessis. Celui-ci annonce l'imminence d'un attentat à l'encontre du pape Paul VI lors de sa visite programmée à Paris la semaine suivante. Malgré l'insistance des deux policiers, Duplessis ne peut dévoiler la source de cette information et prend congé d'eux.
Le samedi suivant, Béru et San-A apprennent la mort de Duplessis, poussé sur les rails du métro. Ils apprennent par ailleurs le véritable métier de Duplessis, contrôleur à la RATP. San-Antonio et son fidèle acolyte se rendent à la morgue voir le corps et y font la connaissance de Fernande Duplessis, furieuse de constater que la bague épiscopale de feu son mari, une améthyste, a disparu. Les trois personnages se rendent dès lors chez Fernande pour en discuter et y apprennent que Duplessis était en réalité un charlatan, prétextant aider de pauvres gens malades par les miracles, bien aidé de Fernande, dévouée épouse et prostituée.
San-Antonio met la main sur le carnet de Duplessis pour y découvrir que son dernier client est un certain Badinguais, chez qui il se rend pour interrogation. Béru et San-A y apprennent que la veille Duplessis est passé chez lui pour y mettre son améthyste en lieu sûr. Il était accompagné d'une dame à la peau très brune et aux cheveux blonds, portant l'étui d'une clarinette.
Grâce à ces précieux renseignements, San-Antonio retrouve son identité : Zoé Robinsoncru, via le B.I.T.E (Bureau d'Investigation du Territoire Européen).

## Personnages principaux
- Personnages récurrents
  - San-Antonio : héros du roman, commissaire de police.
  - L'inspecteur Alexandre-Benoît Bérurier.
  - César Pinaud (auxiliaire de San-Antonio).

- Personnages liés à ce roman